# 格蘭特鎮區 (愛荷華州佩奇縣)
格蘭特鎮區（英語：Grant Township）是位於美國愛荷華州佩奇縣的一個行政鎮區。

## 地方資料
根據2010年美國人口普查的數據，格蘭特鎮區的面積為92.60平方千米，當中陸地面積為92.31平方千米，而水域面積為0.29平方千米。當地共有人口5577人，而人口密度為每平方千米60.23人。